# جبال المغرب

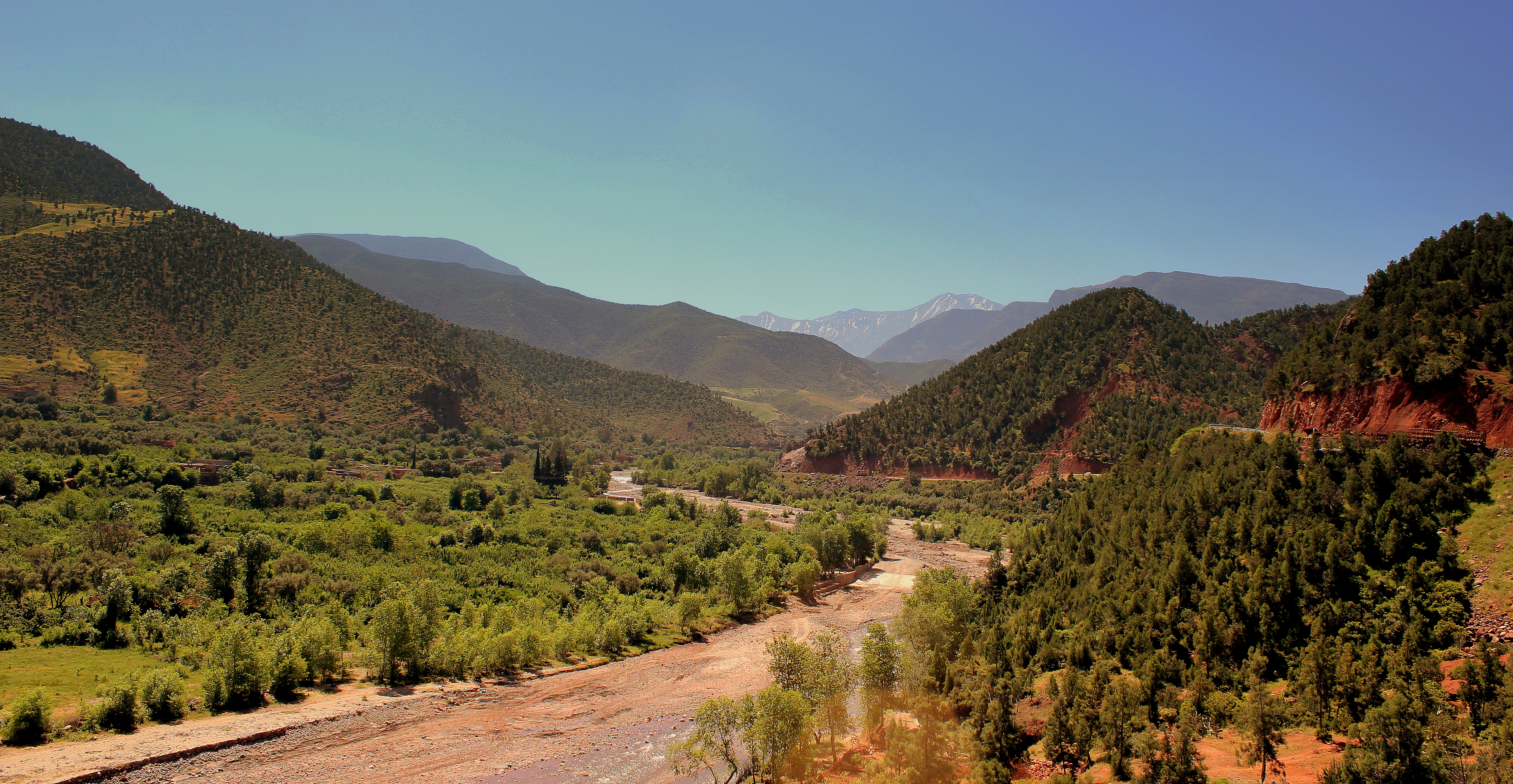
جبال الأطلس، المغرب.

الجبال في المغرب تشكل ثلثي مساحة أراضيه الشمالية، وتصل ارتفاعات كبيرة تتخطى عتبة الـ 4000 متر. جبل توبقال هو أعلى قمة بالمغرب مع وصولها ارتفاعاً إلى 4167 متر. توجد 4 سلاسل جبلية بالمغرب حيث أنه البلد الوحيد في المغرب العربي الذي يحتضن سلسلة جبال كبيرة وهي سلسلة جبال الأطلس.
في الشمال، تحد جبال الريف البحر المتوسط، حيث أن أعلى قمة بالريف تبلغ 2456 متر وتسمى جبل تيدغين. توجد بالريف ارتفاعات متغايرة بحسب المناطق.
بعيدا عن المرتفعات الريفية، وبداخل البلد نجد 3 سلاسل جبلية كبيرة:
الأطلس المتوسط، الأطلس الكبير، والأطلس الصغير حيث سنجد تنوعا في المناطق. تفصل السهول القاحلة الشرقية والغربية الخصبة جبال الريف عن الأطلس المتوسط، الذي يعتبر «خزان مياه المغرب»، بما يعرف اليوم بتازة. يتكون الأطلس الصغير من منظرين مختلفين. في الشرق نجد الجبال المنحدرة مع ارتفاعات تتعدى 3000 متر، من قبيل جبلي بويبلان وبوناصر حيث يعرف هذين الجبلين تساقطات ثلجية مهمة.
إلى الغرب تصبح السلسلة الجبلية أكثر انبساطا حيث تترك المجال لأراضي منخفضة ذات مساحات صغيرة. تحد جبال الأطلس الصغير جنوباً سلسلة الأطلس الكبير، حيث يقع أعلى جبل في المغرب بقمة يصل ارتفاعها إلى 4167 متر.
تنتمي جبال الأطلس الصغير كذلك إلى سلسلة جبال الأطلس حيث تشكل القسم الجنوبي منها. ترتفع أعلى قمة فيها بـ 3304 أمتار عن سطح البحر وهي قمة جبل سيروا.

## السلاسل الجبلية

### جبال الريف

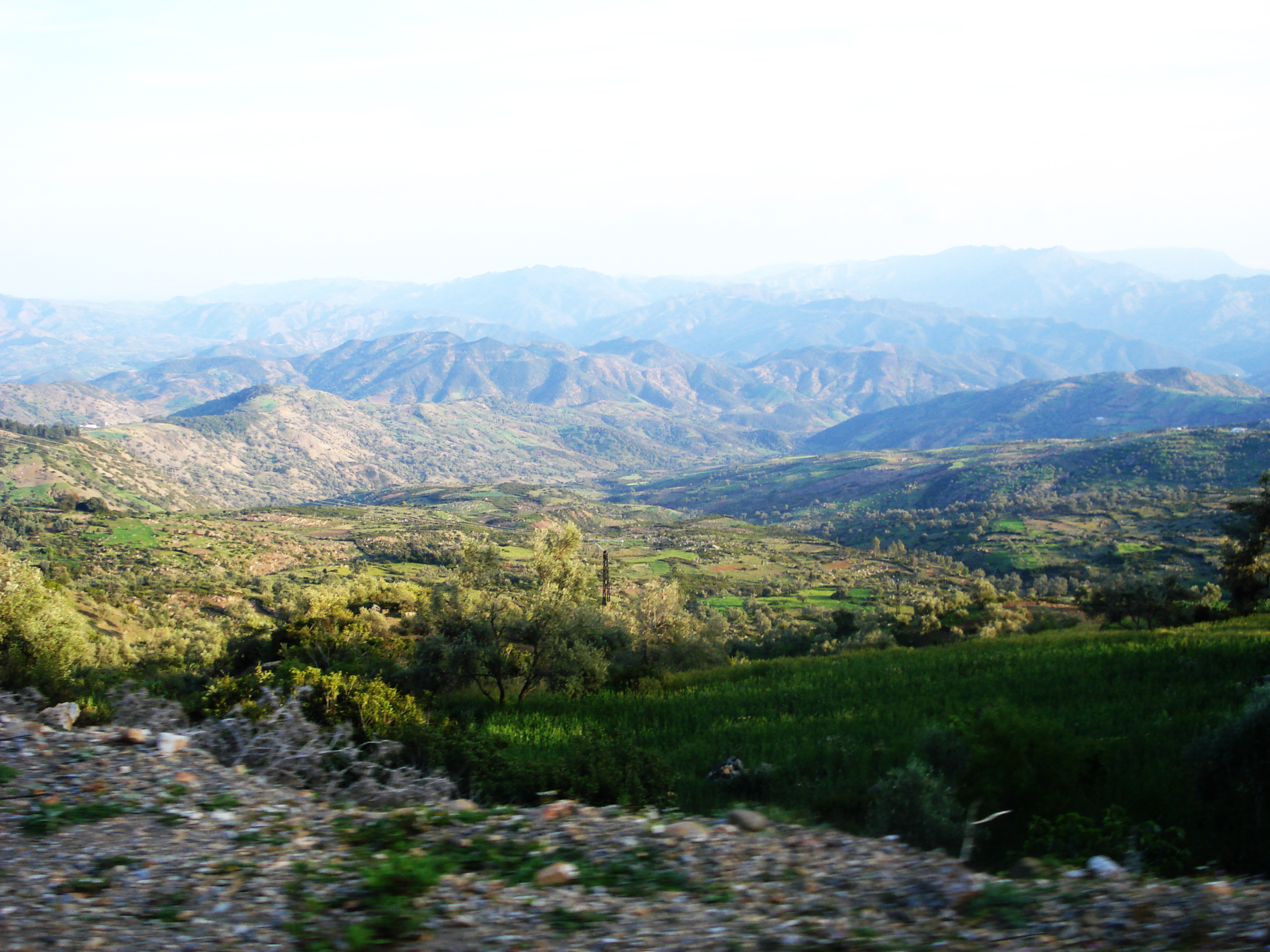
جبال الريف، المغرب.

جبال الريف هي سلسلة جبلية كبيرة تقع شمال المملكة المغربية، تتميز العديد من مناطق وسفوح جبال الريف بتساقطات مطرية غزيرة مما ساهم في نمو غطاء نباتي كثيف وازدهار انشطة الزراعة والرعي وقطع الأشجار.
و تقع جبال الريف شمال المغرب وتمتد بمحاذاة ساحل البحر الأبيض المتوسط على شكل قوس واسع من مضيق جبل طارق (طنجة) حتى نهر ملوية (قرب وجدة) ويبلغ 2,456 مترا في الوسط و1,800 متر في الشرق ثم تضيق في الغرب قبل أن تنحدر طبقاتها نحو البحر ويعتقد أن هذه السلسلة جزء من جبال سيرانيفادا في إسبانيا وأنهما كانتا ملتصقتين قبل أن يتكون مضيق جبل طارق والساحل بجوار هذه الجبال صخريا مرتفعا وكثير الرؤوس، أعلى قمة جبلية في سلسلة جبال الريف هي جبل تيدغين ويبلغ ارتفاعها 2,465 متر.

### جبال الأطلس

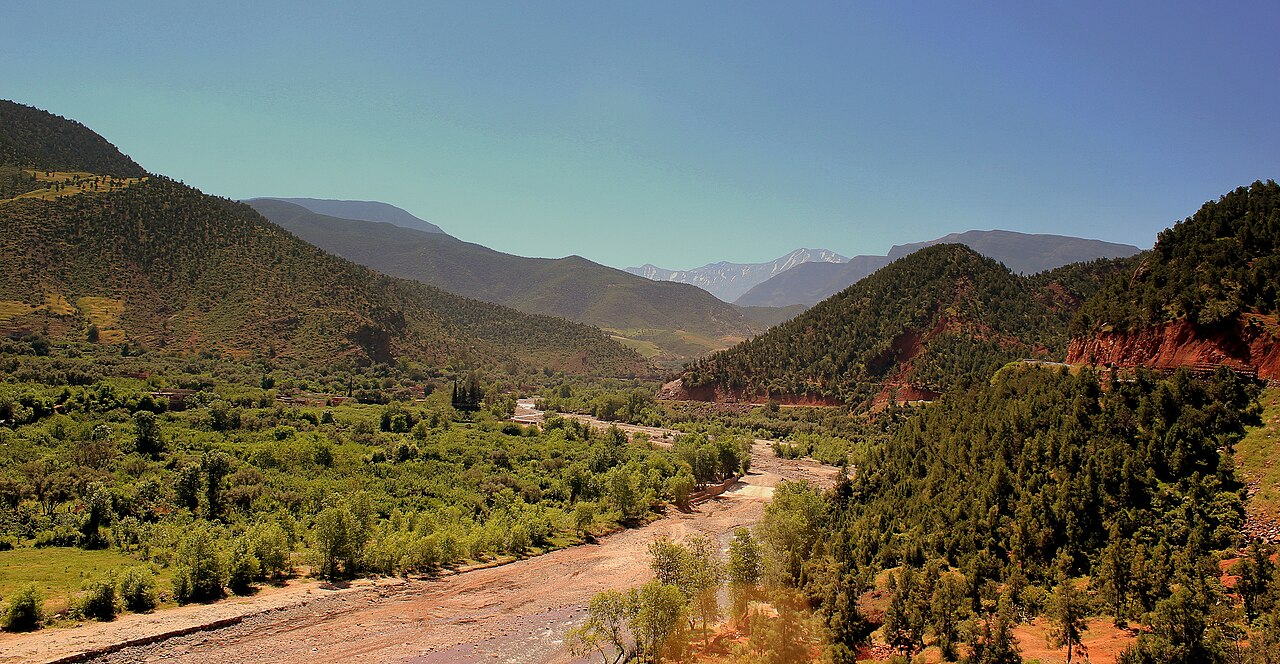
صورة لجبال الأطلس بالمغرب.

جبال الأطلس هي سلسلة جبلية تمتد عبر الشمال الغربي لقارة إفريقيا حوالي 2.500 كلم (1.600 ميل) عبر كل من المغرب والجزائر وتونس ، تبلغ أعلى قمته 4147 م (13.671 قدم) وهي قمة توبقال في جنوب غرب المغرب، يحد سلسلة جبال الأطلس كل من البحر الأبيض المتوسط شمالا والمحيط الأطلسي غربا، والصحراء الكبرى جنوبا.
تعد جبال الأطلس موطنا للعديد من الأنواع النباتية والحيوانية الفريدة في أفريقيا، وكثيرا ما تشبه نظيرتها في أوروبا، ويتعرض الكثير من هذه الأنواع للانقراض، وهناك أنواع انقرضت فعليا، من أمثلة ذلك المكاك البربري وهو معرض للانقراض، دب الأطلس (النوع الوحيد في إفريقيا من الدببة، وقد انقرض)، النمر البربري، الأيل البربري، الأسد البربري (وهي منقرضة في البرية)، فيل قرطاجي (منقرض)، غزال كوفيار، أبو منجل الأصلع الشمالي، أفعى جبال الأطلس، أرز الأطلس، الصنوبر الأوروبي الأسود.
جيولوجيا
تم التشكل لصخور إفريقيا السفلى في العصر ماقبل الكمبري (من 4.5 إلى 0.57 مليار سنة مضت) ، وهي أقدم بكثير من تاريخ تشكل جبال الأطلس، وقد تشكلت جبال الأطلس في تاريخ لاحق من تاريخ الأرض ومرت بثلاث مراحل للتكون :
المرحلة الأولى كانت في حقبة الحياة القديمة (حوالي 300 مليون سنة مضت) وشكلت تشوهات بما يسمى اليوم جبال الأطلس الصغير نتيجة اصطدام القارات فتم ربط شمال أمريكا وأوروبا وإفريقيا قبل ملايين السنين.

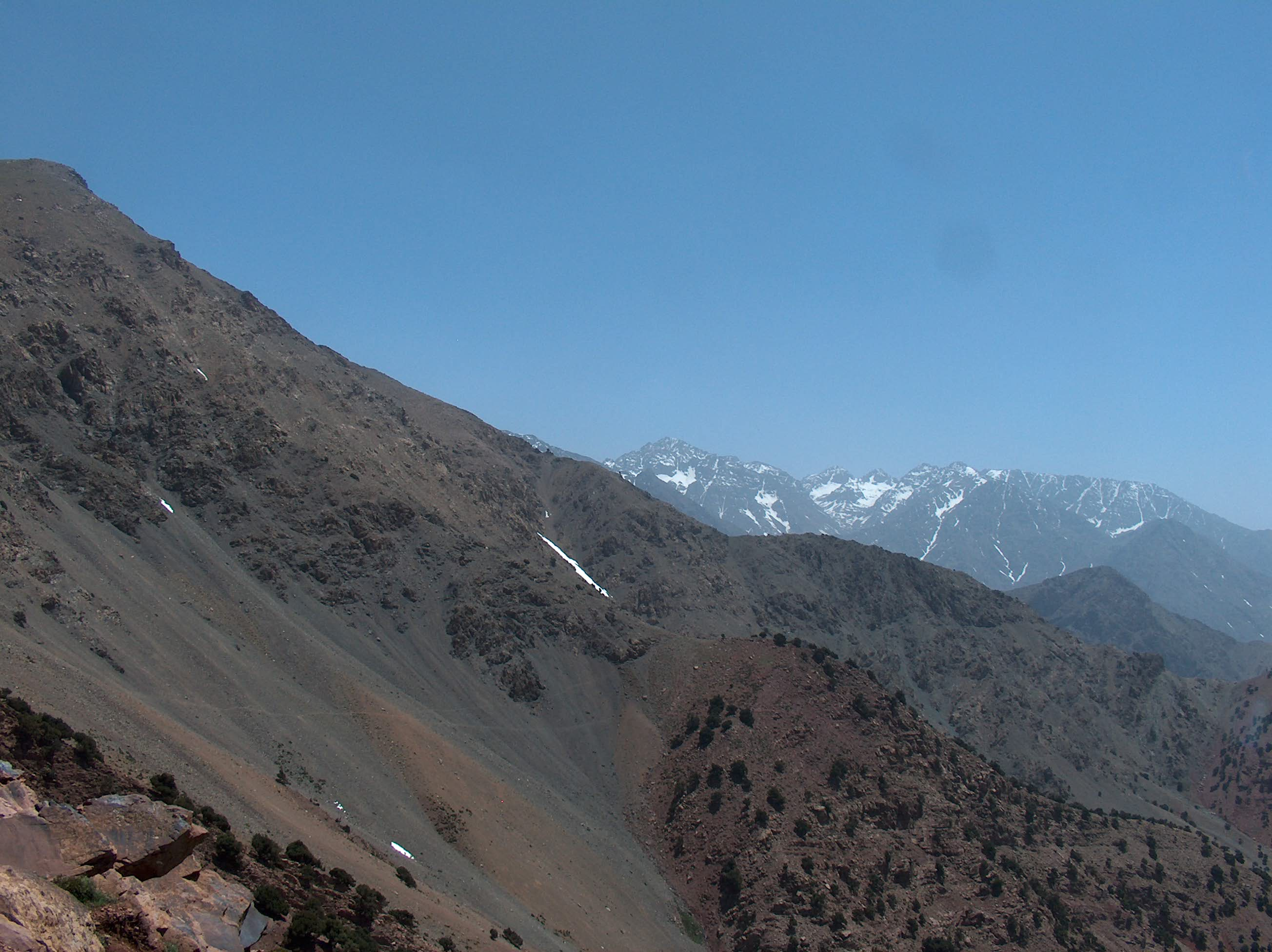
لقطة لجبل توبقال في الأفق من قمة أخرى في جبال الأطلس الكبير

ويعتقد أن جبال الأطلس الصغير تشكلت نتيجة اصطدام قارتي أمريكا وإفريقيا ، وكان حجم السلسلة ينافس حجم سلسلة جبال الهيمالايا حاليا، ويمكن اليوم مشاهدة بقايا هذه السلسلة الضخمة في خط فال شمال شرق الولايات المتحدة، وبعض البقايا الأخرى لوقت لاحق لهذا في جبال الأبلاش .
المرحلة الثانية جرت خلال مرحلة الحقبة وسطى (قبل 65 مليون سنة) وكانت نتيجة انفصال القارات وخصوصا قارتي أوروبا وإفريقيا.
وأخيرا (حوالي 65 - 1.5 مليون سنة مضت) تشكل بقية سلسلة جبال الأطلس وترجع نشأتها إلى نفس زمن نشأة جبال الألب الأوروبية، وحدث ذلك نتيجة التقارب بين الصفيحتين الإفريقية والأوروبية مما سبب تشوه القشرة الأرضية ومازالت الصفيحتان تقتربان من بعضهما البعض ونتيجة لذلك ظهرت العديد من السلاسل الجبلية والهضاب في أوروبا وشمال إفريقيا.
الموراد الطبيعية
تملك جبال الأطلس الكثير من الموارد المعدنية النادرة في إفريقيا، فهناك رواسب خام الحديد وخام الرصاص والنحاس والذهب والفضة والزئبق والملح الصخري والفوسفات والفحم والغاز وغيره من الموارد الأخرى.

### الأطلس الكبير
الأطلس الكبير هو الجزء الأعلى في سلاسل جبال الأطلس في المغرب. والأطلس الكبير عبارة عن سلاسل شامخة تمتد من غرب مدينة أكادير على المحيط الأطلسي في اتجاه الشمال الشرقي وأعلى قممها جبل توبقال 4165 متر ويقع في الجنوب الشرقي لمدينة مراكش وتنقسم هذه السلسلة بدورها إلى كتلتين منفصلتين عن بعضها بواسطة ممر تلوين والكتلة الغربية أكثر ارتفاعا من الشرقية. وتقسم المغرب الى منطقتين مناخيتين مختلفتين. منطقة شرقية بمناخ صحراوي حار وأخرى معتدلة دو مناخ رطب.

### الأطلس المتوسط
تقع سلسلة الأطلس المتوسط في شمال وسط المغرب وهي ترتبط في حدودها الجنوبية مع الأطلس الكبير ، وتنفصل شمالا عن جبال الريف بممر تازة وهضبة سايس وهذان الممران يعدان فاصلين بين المغرب الشرقي والغربي، تنبع من هذه الجبال معظم أودية المغرب، وينقسم لجزئين جزء شرقي يفوق علوه 3000 متر وجزء غربي يتراوح بين 1000 و2000 متر، غطاؤه النباتي يتكون من السنديان والعرعار في المناطق المتوسطة والأرز في المناطق المرتفعة، تبلغ أعلى قممه 3340 متر وهي قمة جبل ناصر.
جغرافيا
تنبع منه معظم أنهار المغرب (سبو وأم الربيع وملوية ووادي الميس كيكو أبي رقراق) ويعتبر أهم خزان مائي في شمال افريقيا. وينقسم الأطلس المتوسط لجزأين: الجزء الشرقي مرتفع يزيد علوه عن 3000 م وجزء غربي هضبي يتراوح ارتفاعه بين 1000 و2000 م. يعتبر سكانه من الأمازيغ ويعيشون على الرعي باستثناء بعض المناطق التي تعرف نشاطا فلاحيا عصريا منذ فترة الاستعمار حيث تنتشر به العديد من ضيعات الفواكه خاصة التفاح والإجاص والكرز والمشمش والخوخ. وغطاؤه النباتي يتكون عادة من البلوط الأخضر (السنديان) والعرعار في المناطق المتوسطة الارتفاع والأرز في المناطق المرتفعة حيث توجد به أكبر غابة أرز في العالم ويدعى النوع المتواجد به بالأرز الأطلسي الذي يعتبر من أجود أنواع الأرز. وقد تعرضت ثرواته الغابوية للاستنزاف خاصة في السنوات الماضية مما يهدد توازنه البيئي حيث يبلغ معدل الإنتاج 250 ألف طن في حين الغابة لا تستطيع توفير سوى 130 ألف طن. أعلى قممه هي قمة جبل بناصر البالغة 3340 م وأهم مدنه هي :ميدلت، بني ملال، خنيفرة، إفران، أزرو، إيموزار كندر، ألميس مرموشة، كيكو، صفرو، بولمان، ميسور , مريرت.

### الأطلس الصغير
تنتمي جبال الأطلس الصغير الواقعة بالمغرب إلى سلسلة جبال الأطلس حيت تشكل القسم الجنوبي منها. وهي الكتلة التي تقع في جنوب المغرب وتمتد من الجنوب الغربي من المحيط الأطلسي إلى الشمال الشرقي في هضبة ورزازات وتتميز بمناخها الجاف. ترتفع أعلى قمة فيها بحوالي 3304 متر عن سطح البحر وهي قمة جبل سيروا.